# Ada Ameh
Ada Ameh (Ajegunle, 15 de mayo de 1974-Warri, 17 de julio de 2022) fue una actriz nigeriana con más de dos décadas de carrera. Es recordada por su personaje de Anita en la película de 1996 Domitilla y como Emu Johnson en la premiada serie de televisión nigeriana The Johnsons, en la cual participó junto a otros actores de Nollywood como Charles Inojie, Chinedu Ikedieze y Olumide Oworu.

## Biografía
Aunque nativa de Idoma en el Estado de Benue, nació y se crio en Ajegunle en el Estado de Lagos, una parte geográfica ocupada predominantemente por hablantes yoruba de Nigeria. Estudió la primaria y secundaria en el Estado de Lagos, pero finalmente abandonó la escuela a los catorce años.

### Carrera
En 1995 se convirtió oficialmente en parte de la industria de Nollywood y recibió su primer papel cinematográfico en 1996 donde interpretó al personaje de Anita en Domitila. La película fue producida y dirigida por Zeb Ejiro. También apareció en la serie de televisión nigeriana The Johnsons, que también se convirtió en un proyecto exitoso, ganador de premios.

## Vida personal
Tuvo una hija a la que dio a luz a los 14 años, Aladi Godgift Ameh, quien falleció el 20 de octubre de 2020 luego de una cirugía.
Multilingüe, además de hablar en idoma, su dialecto local, lo hacía también en inglés, en yoruba y en igbo. En 2017, se le otorgó un título de cacique en el Estado de Benue.

## Filmografía seleccionada
- Domitila
- Aki na Ukwa (con Osita Iheme y Chinedu Ikedieze)
- Phone Swap (con Wale Ojo, Chika Okpala, Nse Ikpe-Etim y Joke Silva)
- Blood Money
- Atlas
- Òlòtūré
- Our Husband
- King Of Shitta
- Ghana Must Go
- A Million Baby
- One Good Turn
- Double Trouble